# Sonic Youth Recordings
Sonic Youth Recordings (a veces abreviado SYR) es una compañía discográfica establecida por la banda de rock Sonic Youth en 1996. El propósito de SYR era permitir a la banda publicar grabaciones por sí mismos y sus amigos sin las presiones comerciales de los sellos más grandes. Como resultado, los trabajos publicados bajo este sello tienden a ser improvisaciones libres y música experimental.
Las grabaciones que Sonic Youth lanzó en este sello siguen una tradición en que cada álbum se publica bajo diferentes idiomas. Los títulos de las canciones del disco SYR1, así como los textos de la carátula están en francés; SYR2 está en holandés, SYR3 en esperanto, SYR5 en japonés, SYR6 en lituano, SYR7 en arpitán y SYR8 en danés.

## Discografía
- Sonic Youth - SYR1: Anagrama
- Sonic Youth - SYR2: Slaapkamers Met Slagroom
- Sonic Youth/Jim O'Rourke - SYR3: Invito Al Ĉielo
- Sonic Youth y otros - SYR4: Goodbye 20th Century
- Kim Gordon/Ikue Mori/DJ Olive - SYR5
- Sonic Youth/Tim Barnes - SYR6: Koncertas Stan Brakhage Prisiminimui
- Sonic Youth - SYR7: J'Accuse Ted Hughes
- Sonic Youth con Mats Gustafsson y Merzbow - SYR8: Andre Sider Af Sonic Youth
- Sonic Youth - SYR9: Simon Werner a Disparu